# مابل كوزارانو
مابل كوزارانو (مواليد 1943) هي مهندسة معمارية في باراغواي وأستاذ وموظف عام. شغلت منصب وزيرة الثقافة الوطنية من 2013 إلى 2016.

## حياة مهنية
حصلت مابل كوزارانو على درجة الدكتوراة في الهندسة المعمارية والتخطيط الحضري من جامعة سابينزا في روما، بعد أن عاشت في روما لمدة تسع سنوات، انتقلت إلى ميلانو لمدة عشر سنوات، قبل أن تعود إلى الباراغواي في أواخر السبعينيات. 
تعمل أستاذة وباحثة في كلية العلوم والتكنولوجيا في جامعة كاتوليكا «نوسترا سينورا دي لا أسونسيون» (يو سي ايه) منذ عام 1981. 
وهي عضو في أكاديمية الباراغواي للتاريخ والجمعية العلمية في باراغواي، وعضو مناظر في الأكاديمية الملكية للتاريخ بإسبانيا، وهي عضو في مجلس الدراسات التاريخية في لا ريكوليتا في بوينس آيرس، الأرجنتين. 
في التسعينيات، أدارت مؤسسة ريما للتنمية المستدامة في أسونسيون.
في 15 أغسطس 2013م، تم تعيين كوزارانو وزيرًة وطنيًة للثقافة من قبل الرئيس هوراسيو كارتيس. تم فصلها من منصبها في 8 سبتمبر 2016، والسبب المقدم هو عدم إحراز تقدم في مشاريع التحسين المدني، على الرغم من أن بعض وسائل الإعلام تكهنت بأن المخاوف السياسية أو تحركها لتمويل الفيلم الوثائقي بالباراغواي دروجا يانانا قد أثر على القرار. 

## الجوائز وشهادات التقدير
في نوفمبر 2015، تم تسمية كوزارانو الابنة المفضلة لمدينة أسونسيون.
في مايو 2016، حصلت على اعتراف مهني من يو سي ايه
في أغسطس 2016، حصلت على جائزة راغوزاني نيل موندو من مدينة راغوزا بإيطاليا.

## المنشورات
افتراض التحليل التاريخي البيئي لصورتها الحضرية (1987)
نهج لمشروع بيئي ، (لا شاريتا) 1989، مع بياتريس تشيس و خوان خوسيه بوسيو
ديناميات متروبوليتان في أسونسيون، سيوداد ديل إستي وإنكارناسيون (2006)
تخطيط رقعة الشطرنج في التمدن الاستعماري الأسباني الأمريكي (2008)
حوكمة الأنظمة الحضرية مؤشرات مقترحة (2010)
التغييرات في الطبيعة العامة ومركزية المركز التاريخي لأسونسيون (2011)
لقاء مع المدينة المخفية (2012) ، مع خوان خوسيه بوسيو ، بياتريس غونزاليس